# Baraya
Baraya – miasto w Kolumbii, w departamencie Huila.